# ویتوریو سالا
ویتوریو سالا (انگلیسی: Vittorio Sala؛ ۱ مه ۱۹۱۸ – ۱۱ ژوئیه ۱۹۹۶) نویسنده و کارگردان فیلم اهل ایتالیا بود.
از فیلم‌هایی که وی در آن‌ها نقش داشته‌است، می‌توان به زنی تنها اشاره نمود.